# Percrocutidae
Los percrocútidos (Percrocutidae) son una familia extinta de carnívoros feliformes similares a los hiénidos, endémicos de Asia, África y el sur de Europa. Existieron durante el Mioceno y el Plioceno, desde hace 20—2.59 millones de años, viviendo por aproximadamente 17,41 millones de años.

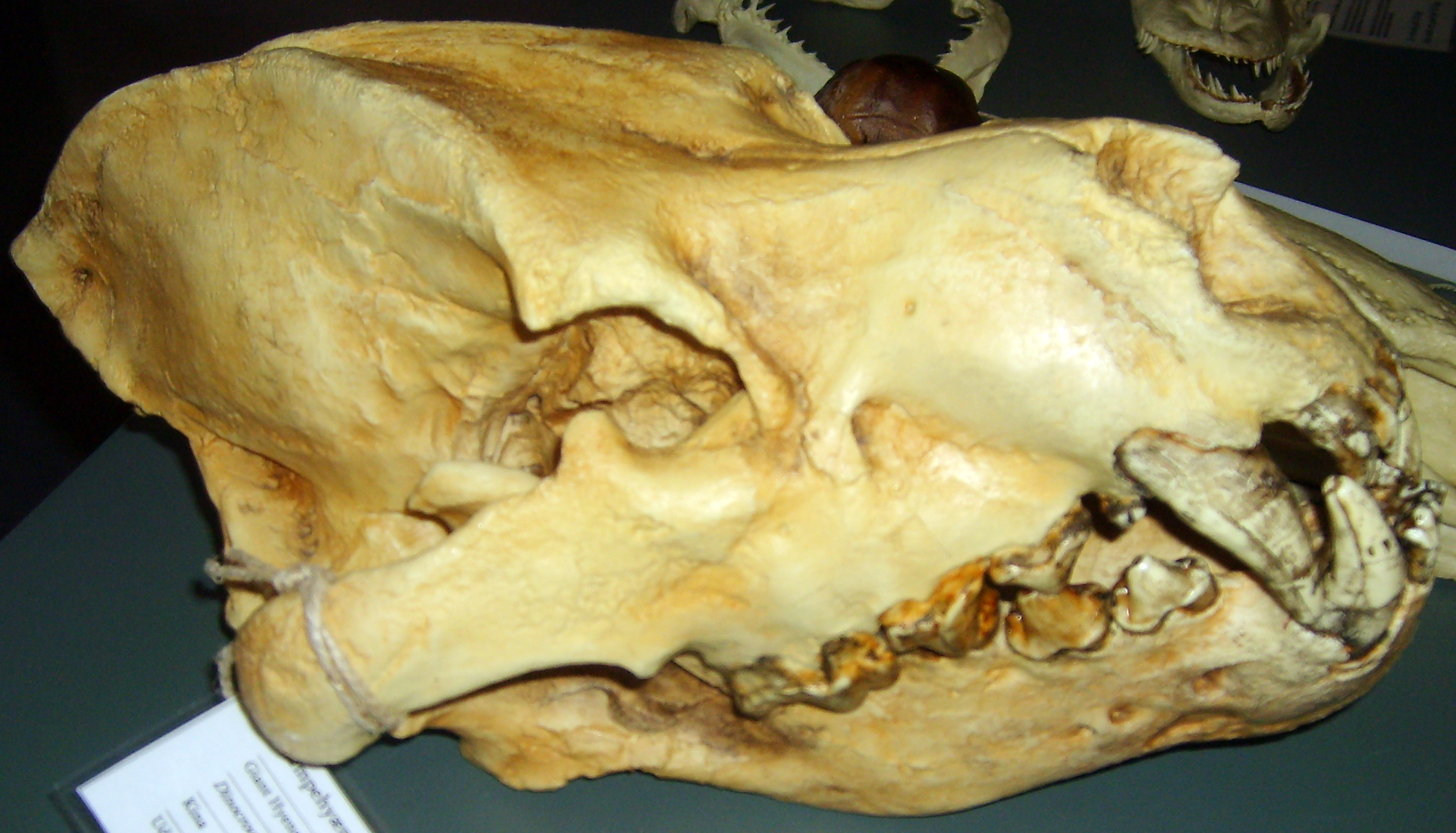
Cráneo de Dinocrocuta gigantea.

Los primeros percrocútidos se conocen desde el Mioceno Medio de Europa y occidente de Asia, pertenecientes al género Percrocuta. Este género ya poseía grandes premolares, pero carecía de la poderosa mordida de su descendiente Dinocrocuta, que vivió a finales del Mioceno. Originalmente fueron asignados a la familia Hyaenidae, pero en la actualidad se les considera una familia diferente; si bien  algunos consideran que están más relacionados al un género Stenoplesictis, ubicandóse por lo tanto en la familia Stenoplesictidae.

## Géneros
- Percrocuta (incluyendo Capsatherium; Mioceno Medio hasta el Plioceno Superior de África, Mioceno Medio hasta Superior en Eurasia)
- Dinocrocuta (Mioceno Medio de África, Mioceno Medio a Superior de Asia)
- Belbus (incluido en Percrocutidae en 1985)
- Allohyaena (también ubicado en Percrocutidae en 1985)

La lista es acorde a la clasificación por género  Classification of Mammals  (1997). Variando la clasificación de McKenna y Bell's no se incluye como subfamilia de Hyaenidae y se ubica como una familia separada, Percrocutidae.